# Jüri Vips
Jüri Vips (Tallinn, 2000. augusztus 10. –) észt autóversenyző, a 2017-es ADAC Formula–4 szezon bajnoka.

## Magánélete

### Érdekesség
Kevesen tudják róla, de kiváló fejszámoló. Akár másodpercek alatt is képes fejben elvégezni a nagyobb műveleteket is. Ez a tudása a versenypályán is segíti.

## Pályafutása

### Gokart
2011-ben kezdett el gokartozni és hazájában szerzett több bajnoki címet, valamint 2014-ben a Rotax Max Challenge bajnokává vált. A Junior-kategóriában esős versenyen lett első, megelőzve a brit David Woodert.

### Formula–4
2016-ban mutatkozott be az együléses autóversenyzés világában. A német és az olasz Formula–4-es bajnokságban versenyzett a Prema Powerteam csapattal. Az olasz bajnokságban a Rookie Class osztály bajnoka lett, míg a német sorozatban a második helyen végzett ebben a kategóriában. 2017-ben tovább folytatta a versenyzést a csapattal ugyanebben a két kategóriában. A német bajnokságot megnyerte csapattársa Marcus Armstrong előtt.

### Formula–3
2017 szeptemberében a Prema csapattal tesztelt egy Formula–3-as autót. Októberben a Formula–3 Európa-bajnokság zárófordulójában debütált a sorozatban. A 2018-as Formula–3 Európa-bajnokságon a Motopark versenyzőjeként az összetett 4. helyezést érte el és szerzett 4 futamgyőzelmet. Decemberben bejelentették, hogy a következő évet a Hitech GP pilótájaként a FIA Formula–3 bajnokságban folytatja. Az év végi elszámolásban a 4. helyen végzett és 3 futamgyőzelmet szerzett.
A csapat színeiben elindult a makaói nagydíjon és rajt-cél győzelmet aratott a kvalifikációs futamon, ami a főverseny rajtrácsáról döntött. A rajt után hamar előnyre tett szert, de Leonardo Pulcini, majd Habsburg Ferdinánd csapta a palánknak az autóját és a két pályán maradó autó miatt be kellett hívni a biztonsági autót. Az újraindítást követően Richard Verschoor azonnal megelőzte őt a „Lisboa” kanyarban, így a 2. helyen fejezte be a versenyt.
2020 júliusában bejelentették, hogy a japán Super Formula mellett a második szezonját kezdő Formula Regionális Európa-bajnokságban is rajthoz áll a finn KIC Motorsport színeiben.

### Super Formula
2019 októberében bejelentették, hogy a 2019-es Super Formula szezon záró versenyhétvégéjén ő váltja Patricio O’Wardot a Team Mugen csapatánál. Első versenyén gyorsan alkalmazkodott a sorozathoz annak ellenére, hogy a 18. helyen fejezte be a versenyt. A decemberben tartott téli teszteken is a csapat tagja maradt. 2020. január 10-én kiderült, hogy Nodzsiri Tomoki csapattársaként ő is versenyezni fog a 2020-as Super Formula szezonban a csapat pilótájaként. Később úgy döntöttek az illetékesek, hogy mégsem vesz részt a kiírásban.

### Formula–2
2020. augusztus 22-én hivatalossá vált, hogy néhány szezon közbeni verseny erejéig helyettesíti az FIA Formula–2 bajnokságban a gerincproblémákkal küzdő Sean Gelaelt a DAMS csapatánál. A mugellói sprintversenyen a dobogós 3. helyen zárt. Annak ellenére, hogy csak 8 futamon indult a 16. helyen zárta az összetettet 16 ponttal. Az évad utáni, Bahreinben rendezett teszteken részt vehetett a Hitech Grand Prix csapatánál.
2021. január 15-én a Red Bull bejelentette, hogy Vips az egész 2021-es idényben a Hitech versenyzője lesz, Liam Lawson mellett. A bahreini nyitóhétvége időmérő edzéséről utólag kizárták egy technikai szabály megsértése miatt. Az első sprintfutamon nagy felzárkózások után és Dan Ticktum hátrasorolása miatt is a 10. helyen rangsorolták, így a második sprintversenyen az élről kezdhetett. Ott az ötödik körben Csou Kuan-jü előzte meg, majd két körrel a leintés előtt a 2. helyen haladva autója lelassult és csak a 16. helyen futott be és még megbüntették egy virtuális biztonsági autós fázisra vonatkozó szabály megszegése miatt is. A főversenyt is csak a mezőny végéről kezdhette, ahol 13. helyig jött előre. Azerbajdzsánban szerezte meg első győzelmét a második sprintversenyen, amely a bajnokság történetének 100. futama volt. Egy nappal később a főversenyt is megnyerte. A brit nagydíj első napján 2. lett, ahonnan indult. Monzában az első sprintfutamon az első sorból várta a piros lámpák kialvását. Néhány körrel a vége előtt Théo Pourchaire előzte meg, majd fokozatosan egészen a az utolsó pontszerző pozícióig esett hátra. A fordulózárón motorhiba miatt esett ki. A vadonatúj, Szaúd-Arábiában felépített dzsiddai utcai pálya első futamán féltávnál megelőzte Ralph Boschungot és felállhatott a dobogó 3. helyére. A második futamon Felipe Drugovichot találta el hátulról a célegyenesben, ami után autója futóműve és első szárnya is megsérült. A szezonzáró abu-dzabi második sprintversenyén Oscar Piastri találta el és lefulladt az autója. A 2021-es év utolsó főfutamát egy erős pontszerzéssel zárta. A bajnoki tabella 6. helyezettje lett, 116 egységgel.

### Formula–1
2017 októberében csatlakozott a Red Bull Junior Team-hez. A 2020-as Formula–1-es török nagydíjra először a Red Bull őt nevezte meg hivatalos tartalékpilótának.
A 2022-es spanyol nagydíj 1. szabadedzésén éles versenyhétvégén vezethette a Red Bull autóját, Sergio Pérez helyén. Ezzel ő lett az első észt versenyző, aki a királykategóriában bemutatkozhatott.
2022. június 21-én a gárda bejelentette, hogy azonnali hatállyal felfüggeszti feladatkörei alól Vips-t, mivel korábban egy Twitch játékos élő adás közben rasszista megjegyzést tett akadémiás csapattársára és egyben jó barátjára, Liam Lawsonra. Ezzel kapcsolatban reagált a Hitech Grand Prix csapatfőnöke, Oliver Oakes, aki egyben a menedzsere is. Néhány nappal később hivatalosan is menesztették, mondván, hogy semmilyen ilyen és ehhez hasonló megnyilvánulást nem tűrnek el. Július 6-án egy közlemény szerint a kirúgása csak a tartalékosi szerepkörére vonatkozott és továbbra is az utánpótlás tagja maradt. Július 19-én Helmut Marko megerősítette, hogy a Vips már nem kap semmilyen támogatást a Red Bulltól.

### IndyCar
2022 októberében részt vett egy privát IndyCar teszten, Sebringben a Rahal Letterman Lanigan Racing csapatával. Ő volt a 2. eggyorsabb az öt résztvevő közül, három tizeddel lemaradva Tom Blomqvisttől. 2023. március 13-án részt vett egy második teszten is, szintén a Rahal csapattal, Jack Harvey helyére ült be, akit a St. Petersburg-i futamon szerzett sérülése miatt alkalmatlannak ítéltek rá.
2023. augusztus végén bejelentették, hogy Vips debütál éles versenyhétvégén is az IndyCar-ban, a 2023-as szezon utolsó két futamán a távozó Harvey helyén. Első versenyét, a Portlandi nagydíjat a 18. helyen fejezte be, az újoncok közül a legelőkelőbb helyen. Vips 18 ponttal a 33. helyen zárta a szezont. Végül az RLL nem őt, hanem a brazil Pietro Fittipaldit szerződtették a megüresedett ülésbe, 2024-re.

## Eredményei

### Karrier összefoglaló
| Szezon  | Bajnokság                           | Csapat                         | Verseny | Győzelem | Pole | Leggyorsabb kör | Dobogó | Pont  | Helyezés |
| ------- | ----------------------------------- | ------------------------------ | ------- | -------- | ---- | --------------- | ------ | ----- | -------- |
| 2016    | ADAC Formula–4                      | Prema Powerteam                | 24      | 0        | 0    | 0               | 5      | 138   | 6.       |
| 2016    | Olasz Formula–4-es bajnokság        | Prema Powerteam                | 18      | 1        | 2    | 3               | 8      | 140   | 5.       |
| 2016–17 | MRF Challenge Formula–2000          | MRF Racing                     | 15      | 0        | 0    | 0               | 3      | 135   | 6.       |
| 2017    | ADAC Formula–4                      | Prema Powerteam                | 21      | 2        | 0    | 0               | 7      | 245,5 | 1.       |
| 2017    | Olasz Formula–4-es bajnokság        | Prema Powerteam                | 9       | 1        | 2    | 2               | 5      | 114   | HN†      |
| 2017    | Formula–3 Európa-bajnokság          | Motopark                       | 3       | 0        | 0    | 0               | 0      | 0     | HN‡      |
| 2018    | Formula–3 Európa-bajnokság          | Motopark                       | 30      | 4        | 3    | 6               | 8      | 284   | 4.       |
| 2018    | Makaói nagydíj                      | Motopark                       | 1       | 0        | 0    | 0               | 0      | —     | 19.      |
| 2019    | Formula–3                           | Hitech Grand Prix              | 16      | 3        | 1    | 1               | 4      | 141   | 4.       |
| 2019    | Makaói nagydíj                      | Hitech Grand Prix              | 1       | 0        | 1    | 0               | 1      | —     | 2.       |
| 2019    | Super Formula                       | Team Mugen                     | 1       | 0        | 0    | 0               | 0      | 0     | 23.      |
| 2020    | Formula–2                           | DAMS                           | 8       | 0        | 0    | 0               | 1      | 16    | 16.      |
| 2020    | Formula Regionális Európa-bajnokság | KIC Motorsport                 | 9       | 0        | 0    | 3               | 3      | 81    | 8.       |
| 2021    | Formula–2                           | Hitech Grand Prix              | 23      | 2        | 0    | 1               | 6      | 116   | 6.       |
| 2022    | Formula–2                           | Hitech Grand Prix              | 28      | 1        | 2    | 4               | 5      | 114   | 11.      |
| 2023    | IndyCar                             | Rahal Letterman Lanigan Racing | 2       | 0        | 0    | 0               | 0      | 18    | 33.      |

† Vips nem vett részt a meghatározott számú versenyhétvégén, ezért nem számították be az eredményeit a bajnokságba.
‡ Vips vendépilótaként volt jelen, így nem részesülhetett bajnoki pontokban.

### Teljes Formula–3 Európa-bajnokság eredménysorozata
(Táblázat értelmezése)

(Félkövér: pole-pozícióból indult; dőlt: leggyorsabb kört futott) 

| Év   | Csapat   | 1        | 2        | 3        | 4       | 5        | 6       | 7       | 8       | 9       | 10      | 11      | 12       | 13      | 14       | 15      | 16      | 17    | 18      | 19      | 20      | 21      | 22       | 23       | 24      | 25      | 26      | 27      | 28       | 29       | 30       | Helyezés | Pont |
| ---- | -------- | -------- | -------- | -------- | ------- | -------- | ------- | ------- | ------- | ------- | ------- | ------- | -------- | ------- | -------- | ------- | ------- | ----- | ------- | ------- | ------- | ------- | -------- | -------- | ------- | ------- | ------- | ------- | -------- | -------- | -------- | -------- | ---- |
| 2017 | Motopark | SIL 1    | SIL 2    | SIL 3    | MNZ 1   | MNZ 2    | MNZ 3   | PAU 1   | PAU 2   | PAU 3   | HUN 1   | HUN 2   | HUN 3    | NOR 1   | NOR 2    | NOR 3   | SPA 1   | SPA 2 | SPA 3   | ZAN 1   | ZAN 2   | ZAN 3   | NÜR 1    | NÜR 2    | NÜR 3   | RBR 1   | RBR 2   | RBR 3   | HOC 1 21 | HOC 2 12 | HOC 3 12 | HN†      | 0†   |
| 2018 | Motopark | PAU 1 10 | PAU 2 17 | PAU 3 12 | HUN 1 6 | HUN 2 18 | HUN 3 4 | NOR 1 7 | NOR 2 1 | NOR 3 2 | ZAN 1 6 | ZAN 2 8 | ZAN 3 15 | SPA 1 6 | SPA 2 Ki | SPA 3 4 | SIL 1 4 | SIL 2 | SIL 3 1 | MIS 1 5 | MIS 2 1 | MIS 3 2 | NÜR 1 Ki | NÜR 2 15 | NÜR 3 6 | RBR 1 6 | RBR 2 4 | RBR 3 8 | HOC 1 3  | HOC 2 1  | HOC 3 9  | 4.       | 284  |

† Vips vendépilótaként volt jelen, így nem részesülhetett bajnoki pontokban.

### Teljes FIA Formula–3-as eredménysorozata
(Táblázat értelmezése)

(Félkövér: pole-pozícióból indult; dőlt: leggyorsabb kört futott) 

| Év   | Csapat            | 1         | 2         | 3         | 4          | 5         | 6         | 7         | 8          | 9         | 10        | 11        | 12         | 13         | 14         | 15        | 16        | Helyezés | Pont |
| ---- | ----------------- | --------- | --------- | --------- | ---------- | --------- | --------- | --------- | ---------- | --------- | --------- | --------- | ---------- | ---------- | ---------- | --------- | --------- | -------- | ---- |
| 2019 | Hitech Grand Prix | ESP FEA 6 | ESP SPR 2 | FRA FEA 4 | FRA SPR 17 | AUT FEA 1 | AUT SPR 6 | GBR FEA 1 | GBR SPR 15 | HUN FEA 4 | HUN SPR 4 | BEL FEA 5 | BEL SPR 21 | ITA FEA Ki | ITA SPR 11 | RUS FEA 8 | RUS SPR 1 | 4.       | 141  |

† A versenyt nem fejezte be, de helyezését értékelték, mert a versenytáv több, mint 90%-át teljesítette.

### Teljes Super Formula eredménysorozata
(Táblázat értelmezése)

(Félkövér: pole-pozícióból indult; dőlt: leggyorsabb kört futott) 

| Év   | Csapat     | 1   | 2   | 3   | 4   | 5   | 6   | 7      | Helyezés | Pont |
| ---- | ---------- | --- | --- | --- | --- | --- | --- | ------ | -------- | ---- |
| 2019 | Team Mugen | SUZ | AUT | SUG | FUJ | MOT | OKA | SUZ 18 | 23.      | 0    |

### Teljes FIA Formula–2-es eredménysorozata
(Táblázat értelmezése)

(Félkövér: pole-pozícióból indult; dőlt: leggyorsabb kört futott) 

| Év   | Csapat            | 1          | 2          | 3          | 4          | 5          | 6          | 7          | 8          | 9         | 10        | 11         | 12         | 13         | 14         | 15         | 16        | 17         | 18         | 19         | 20         | 21         | 22         | 23         | 24        | 25        | 26         | 27         | 28        | Helyezés | Pont |
| ---- | ----------------- | ---------- | ---------- | ---------- | ---------- | ---------- | ---------- | ---------- | ---------- | --------- | --------- | ---------- | ---------- | ---------- | ---------- | ---------- | --------- | ---------- | ---------- | ---------- | ---------- | ---------- | ---------- | ---------- | --------- | --------- | ---------- | ---------- | --------- | -------- | ---- |
| 2020 | DAMS              | AUT1 FEA   | AUT1 SPR   | AUT2 FEA   | AUT2 SPR   | HUN FEA    | HUN SPR    | GBR1 FEA   | GBR1 SPR   | GBR2 FEA  | GBR2 SPR  | ESP FEA    | ESP SPR    | BEL FEA 11 | BEL SPR 11 | ITA FEA 11 | ITA SPR 9 | MUG FEA 7  | MUG SPR 3  | RUS FEA Ki | RUS SPR 18 | BHR1 FEA   | BHR1 SPR   | BHR2 FEA   | BHR2 SPR  |           |            |            |           | 16.      | 16   |
| 2021 | Hitech Grand Prix | BHR SP1 10 | BHR SP2 16 | BHR FEA 13 | MON SP1 5  | MON SP2 3  | MON FEA 8  | AZE SP1 8  | AZE SP2 1  | AZE FEA 1 | GBR SP1 2 | GBR SP2 6  | GBR FEA 7  | ITA SP1 8  | ITA SP2 6  | ITA FEA Ki | RUS SP1 2 | RUS SP2 T  | RUS FEA Ki | KSA SP1 3  | KSA SP2 Ki | KSA FEA 6‡ | UAE SP1 12 | UAE SP2 Ki | UAE FEA 8 |           |            |            |           | 6.       | 116  |
| 2022 | Hitech Grand Prix | BHR SPR 7  | BHR FEA 3  | KSA SPR 2  | KSA FEA 10 | IMO SPR 15 | IMO FEA Ki | ESP SPR Ki | ESP FEA 17 | MON SPR 5 | MON FEA 3 | AZE SPR 12 | AZE FEA Ki | GBR SPR 12 | GBR FEA 6  | AUT SPR 5  | AUT FEA 8 | FRA SPR 11 | FRA FEA 12 | HUN SPR 2  | HUN FEA 5  | BEL SPR 14 | BEL FEA 8  | NED SPR 5  | NED FEA 7 | ITA SPR 1 | ITA FEA 10 | UAE SPR 12 | UAE FEA 8 | 10.      | 114  |

† A versenyt nem fejezte be, de helyezését értékelték, mert teljesítette a futam több, mint 90%-át.
‡ A versenyt félbeszakították, és mivel nem teljesítették a táv 75%-át, így csak a pontok felét kapta meg.

### Teljes Formula–1-es eredménysorozata
(Táblázat értelmezése)

(Félkövér: pole-pozícióból indult; dőlt: leggyorsabb kört futott) 

| Év   | Csapat   | 1   | 2   | 3   | 4   | 5   | 6      | 7   | 8   | 9   | 10  | 11  | 12  | 13  | 14  | 15  | 16  | 17  | 18  | 19  | 20  | 21  | 22  | Helyezés | Pont |
| ---- | -------- | --- | --- | --- | --- | --- | ------ | --- | --- | --- | --- | --- | --- | --- | --- | --- | --- | --- | --- | --- | --- | --- | --- | -------- | ---- |
| 2022 | Red Bull | BHR | SAU | AUS | EMI | MIA | ESP Tp | MON | AZE | CAN | AUT | GBR | FRA | HUN | BEL | NED | ITA | SIN | JPN | USA | MEX | BRA | UAE | —        | —    |

### Teljes IndyCar eredménysorozata
| Év   | Csapat                         | 1   | 2   | 3   | 4   | 5   | 6    | 7   | 8   | 9   | 10  | 11  | 12  | 13  | 14  | 15  | 16     | 17     | Helyezés | Pont |
| ---- | ------------------------------ | --- | --- | --- | --- | --- | ---- | --- | --- | --- | --- | --- | --- | --- | --- | --- | ------ | ------ | -------- | ---- |
| 2023 | Rahal Letterman Lanigan Racing | STP | TXS | LBH | ALA | IMS | INDY | DET | ROA | MDO | TOR | IOW | IOW | NSH | IMS | GTW | POR 18 | LAG 24 | 33.      | 18   |